# Serbia en el Festival de la Canción de Eurovisión
Serbia participa en el Festival de la Canción de Eurovisión como país independiente desde 2007. Previamente, apareció en el Festival de la Canción de Eurovisión como parte de la República Socialista de Yugoslavia, participando 27 veces entre 1961 y 1992. Yugoslavia ganó en una ocasión el festival de la mano del grupo croata Riva. El Festival de la Canción de Eurovisión de 1990 no tuvo lugar en Belgrado (la capital federal), sino en Zagreb. También participó brevemente como parte de Serbia y Montenegro, hasta que el país fue disuelto en 2006. 
Serbia ha participado en casi todas las ediciones del concurso desde 2007, exceptuando su ausencia en 2014 debido a problemas financieros. El país ha logrado clasificarse para la final en la mayoría de las ocasiones, siendo eliminado en las semifinales únicamente en los años 2009, 2013 y 2017.
La empresa televisiva encargada de transmitir el festival y organizar la participación de Serbia en el mismo fue la Radio-Televizija Srbije (RTS), quien organiza, por lo general, el festival Beovizija, utilizado como método de selección para Eurovisión desde que Serbia se independizó. En este país, la elección interna se ha utilizado como método de selección de sus participantes en contadas ocasiones.
El país ha ganado una sola vez el festival hasta la fecha en el año 2007, precisamente en su debut, con Marija Šerifović y la balada en serbio «Molitva» ("Plegaria") con 268 puntos. Además de esta victoria, Serbia alcanzó el 3° lugar (2012) con Željko Joksimović y la canción «Nije Ljubav Stvar» ("El amor no es un objeto"). También, en otras tres ocasiones, Serbia ha conseguido colocarse entre los 10 mejores puestos.
Serbia promedia una puntuación de 127 en sus apariciones en la gran final. Dentro de sus votaciones destaca el intercambio de puntos del país con los otros países que formaban parte de la Yugoslavia, siendo Macedonia del Norte, Croacia y Bosnia y Herzegovina los más beneficiados por Serbia. Asimismo, Montenegro es el país que más puntos le ha otorgado a lo largo de los años. Fuera de la esfera de la antigua Yugoslavia, Hungría es el país que más se beneficia de la votación Serbia debido a la cercanía con la etnia romaní que comparten ambos países. Por último, también suele ser beneficiado por el voto de la diáspora balcánica, recibiendo votos constantes de países como Suiza, Austria, Alemania y los países escandinavos, sobre todo de Suecia.

## Historia

### Previo a la independencia
Después de la desintegración de Yugoslavia en 1992, los nuevos estados se integraron al Festival de la Canción de Eurovisión de manera independiente. Eslovenia, Croacia y Bosnia y Herzegovina hicieron su debut en 1993, mientras que la actualmente conocida como Macedonia del Norte lo hizo en 1998. Serbia lo hizo en el 2004, junto con Montenegro, cuando cambió la descripción de la República Federal de Yugoslavia a la confederación de Serbia y Montenegro.
Serbia y Montenegro tuvieron un buen debut con la canción «Lane Moje», del cantante serbio Željko Joksimović. En esa ocasión, lograron clasificarse para la final y quedar en segundo lugar, solo detrás de Ruslana y «Wild Dances». El éxito de la canción aseguró un lugar para Serbia y Montenegro en la final del 2005, cuando la banda montenegrina "No Name" quedó en 7º lugar.
La edición del 2006 de Eurovisión (la selección nacional de la confederación), causó furor nacional cuando volvió a ganar "No Name". Según los serbios, la banda había ganado injustamente en el 2005 y había muestras de corrupción en aquella edición. Por tanto, Serbia rehusó enviar al grupo. El conflicto ocasionó que Serbia y Montenegro no participaran en Eurovisión ese año. Su lugar fue ocupado por Croacia, sin embargo, se permitió a Serbia y Montenegro participar en el proceso de tele-voto de la semifinal y de la final.
El 21 de mayo de 2006, un día después del Festival de la Canción de Eurovisión, se llevó a cabo una votación en la que se decidió la independencia de Montenegro. Finalmente, el 3 de junio se proclamó la independencia, marcando también el fin de la confederación de Serbia y Montenegro. 

### Década de los 2000: Debut y primeras participaciones
En el 2007, Serbia y Montenegro se presentaron como países independientes, participando ambos países en la semifinal. Montenegro solo logró el 23.er puesto y, por tanto, no se clasificó. Por otro lado, Serbia sí tuvo éxito; Marija Šerifović obtuvo el primer puesto en la final y, debido a esta victoria, el Festival de la Canción de Eurovisión 2008 tuvo lugar en Belgrado. 2008 no fue un año tan próspero para el país como en la edición anterior, pese a que obtuvo la sexta posición y 160 puntos. Quedó por detrás de la ganadora, Rusia, y de Ucrania, Grecia, Armenia y Noruega. 
Serbia participó en el festival de 2009, celebrado en Moscú, quedándose a las puertas de la final al ocupar una décima posición en la semifinal y siendo relegada por el jurado por la canción croata, que había quedado en 13.er lugar. En 2010 logró clasificar ocupando el puesto número 13. También lo consiguió en 2011 obteniendo el puesto 14º.

### Década de los 2010
En el año 2012, a través de una elección interna, Serbia era representada por uno de los cantantes más conocidos y con más éxitos entre los países exyugoslavos, Željko Joksimović, que ya había representado a Serbia y Montenegro en 2004 con un segundo lugar. En 2004, tras quedar subcampeón, su participación fue todo un éxito, y lo mismo pasó en 2012, ya que colocó a Serbia en la final con un 2º lugar y 159 puntos, llevando por segunda vez a su país en el top 3, cosa que no sucedía desde el año 2007.
En 2013, esta vez con su preselección tradicional, se eligió al grupo Moje 3 para representar a Serbia en el Festival de la Canción de Eurovisión 2013, en la ciudad de Malmö. Este grupo, que se formó a partir de la preselección, estaba compuesto por tres chicas, una de ellas, Nevena Božović, representó a Serbia en el Festival de la Canción de Eurovisión Junior 2007, en el que acabó 3ª. Božović se convirtió en la primera cantante que ha participado en el Festival de Eurovisión Junior y en el Festival de Eurovisión de adultos. 
La canción con la que fueron representadas era "Ljubav je svuda", que trataba del dilema que tenía una chica sobre un tema amoroso y para decidirse escuchaba la opinión del ángel y el demonio. En su actuación llamó mucho la atención la vestimenta, y destacó su coreografía, la cual era muy diferente a las demás. Finalmente, no consiguieron el éxito del anterior año, ya que no pasaron a la final (11º con 46 puntos). Serbia, por segunda vez en su historia, se quedó sin ir a la final del festival. 
Tras un descanso en 2014, el país se presentó en el Festival de 2015 con la arriesgada propuesta de «Beauty Never Lies» y Bojana Stamenov, pues el tema comenzó con poco favoritismo de al menos entrar a la final pero al conocerse su clasificación, 9° con 63 puntos, empezó a tomar fuerza el tema y finalmente sería 10° con 53 puntos en la final del sábado en Viena.
En 2016 con la balada en inglés «Goodbye (Shelter)» de Sanja Vučić el cual por lo general estuvo en los 10 primeros lugares de las apuestas, logró clasificar a la final y finalmente lograría ser 18° con 115 en Estocolmo.
Serbia era uno de los países que incluía siempre su idioma oficial en sus temas, al igual que España, Portugal, Israel o Francia, pero era el único que había llevado canciones íntegramente cantadas en su idioma (serbio). Esta tradición se corta en la edición de 2015, cantando en inglés por primera vez en su historia.

### Década de los 2020
En 2022, Serbia vuelve a quedar entre los cinco primeros, acabando en un quinto puesto con la canción In corpore sano de Konstrakta, siendo el tercer mejor resultado de Serbia y la máxima puntuación con 312 puntos.
En cinco ocasiones, Serbia ha quedado dentro del TOP-10 en una gran final.

## Participaciones
Leyenda
     Ganador
     Segundo puesto
     Tercer puesto
     Cuarto o quinto puesto (Top 5)
     Último puesto
| Año                  | Sede       | Artista                       | Canción                                | Final              | Pts.               | Semifinal          | Pts.               |
| -------------------- | ---------- | ----------------------------- | -------------------------------------- | ------------------ | ------------------ | ------------------ | ------------------ |
| 2007                 | Helsinki   | Marija Šerifović              | «Molitva» (Молитва)                    | 1                  | 268                | 1                  | 298                |
| 2008                 | Belgrado   | Jelena Tomašević y Bora Dugić | «Oro» (Оро)                            | 6                  | 160                | País anfitrión     | País anfitrión     |
| 2009                 | Moscú      | Marko Kon y Milaan            | «Cipela» (Ципела)                      | No se clasificó    | No se clasificó    | 10                 | 60                 |
| 2010                 | Oslo       | Milan Stanković               | «Ovo je Balkan» (Ово је Балкан)        | 13                 | 72                 | 5                  | 79                 |
| 2011                 | Düsseldorf | Nina                          | «Čaroban» (Чаробан)                    | 14                 | 85                 | 8                  | 67                 |
| 2012                 | Bakú       | Željko Joksimović             | «Nije ljubav stvar» (Није љубав ствар) | 3                  | 214                | 2                  | 159                |
| 2013                 | Malmö      | Moje 3                        | «Ljubav je svuda» (Љубав је свуда)     | No se clasificó    | No se clasificó    | 11                 | 46                 |
| No participó en 2014 |            |                               |                                        |                    |                    |                    |                    |
| 2015                 | Viena      | Bojana Stamenov               | «Beauty never lies»                    | 10                 | 53                 | 9                  | 63                 |
| 2016                 | Estocolmo  | Sanja Vučić Zaa               | «Goodbye (Shelter)»                    | 18                 | 115                | 10                 | 105                |
| 2017                 | Kiev       | Tijana Bogićević              | «In too deep»                          | No se clasificó    | No se clasificó    | 11                 | 98                 |
| 2018                 | Lisboa     | Sanja Ilić y Balkanika        | «Nova deca» (Нова деца)                | 19                 | 113                | 9                  | 117                |
| 2019                 | Tel Aviv   | Nevena Božović                | «Kruna» (Круна)                        | 18                 | 89                 | 7                  | 156                |
| 2020                 | Róterdam   | Hurricane                     | «Hasta la vista»                       | Festival cancelado | Festival cancelado | Festival cancelado | Festival cancelado |
| 2021                 | Róterdam   | Hurricane                     | «Loco loco»                            | 15                 | 102                | 8                  | 124                |
| 2022                 | Turín      | Konstrakta                    | «In corpore sano»                      | 5                  | 312                | 3                  | 237                |
| 2023                 | Liverpool  | Luke Black                    | «Samo mi se spava» (Само ми се спава)  | 24                 | 30                 | 10                 | 37                 |
| 2024                 | Malmö      | Teya Dora                     | «Ramonda» (Рамонда)                    | 17                 | 54                 | 10                 | 47                 |
| 2025                 | Basilea    | Princ                         | «Mila» (Мила)                          | No se clasificó    | No se clasificó    | 14                 | 28                 |
| 2026                 | Austria    | TBC                           | TBC                                    | TBC                | TBC                | TBC                | TBC                |

## Festivales organizados en Serbia
| Edición                                   | Ciudad sede | Localización     | Presentandores                      |
| ----------------------------------------- | ----------- | ---------------- | ----------------------------------- |
| Festival de la Canción de Eurovisión 2008 | Belgrado    | Beogradska Arena | Jovana Janković y Željko Joksimović |

## Votación de Serbia
Hasta 2025, la votación de Serbia ha sido:
| Más puntos otorgados solo en la gran final | Más puntos otorgados solo en la gran final | Más puntos otorgados solo en la gran final |
| Pos.                                       | País                                       | Puntos                                     |
| ------------------------------------------ | ------------------------------------------ | ------------------------------------------ |
| 1                                          | Italia                                     | 96                                         |
| 2                                          | Suecia                                     | 84                                         |
| 3                                          | Rusia                                      | 73                                         |
| 4                                          | Ucrania                                    | 71                                         |
| 5                                          | Francia                                    | 69                                         |

| Más puntos otorgados en semifinales y final | Más puntos otorgados en semifinales y final | Más puntos otorgados en semifinales y final |
| Pos.                                        | País                                        | Puntos                                      |
| ------------------------------------------- | ------------------------------------------- | ------------------------------------------- |
| 1                                           | Hungría                                     | 156                                         |
| 2                                           | Croacia                                     | 155                                         |
| 3                                           | Macedonia del Norte                         | 144                                         |
| 4                                           | Suecia                                      | 130                                         |
| 5                                           | Eslovenia                                   | 129                                         |
| 5                                           | Grecia                                      | 129                                         |

| Más puntos recibidos solo en la final | Más puntos recibidos solo en la final | Más puntos recibidos solo en la final |
| Pos.                                  | País                                  | Puntos                                |
| ------------------------------------- | ------------------------------------- | ------------------------------------- |
| 1                                     | Croacia                               | 157                                   |
| 2                                     | Macedonia del Norte                   | 150                                   |
| 3                                     | Eslovenia                             | 144                                   |
| 4                                     | Montenegro                            | 138                                   |
| 5                                     | Suiza                                 | 116                                   |

| Más puntos recibidos en semifinales y final | Más puntos recibidos en semifinales y final | Más puntos recibidos en semifinales y final |
| Pos.                                        | País                                        | Puntos                                      |
| ------------------------------------------- | ------------------------------------------- | ------------------------------------------- |
| 1                                           | Macedonia del Norte                         | 254                                         |
| 2                                           | Croacia                                     | 247                                         |
| 3                                           | Eslovenia                                   | 240                                         |
| 4                                           | Montenegro                                  | 234                                         |
| 5                                           | Suiza                                       | 195                                         |

## 12 puntos
- Serbia ha dado 12 puntos a los siguientes países:

| Año                  | País                 |
| -------------------- | -------------------- |
| 2007                 | Hungría              |
| 2008                 | Macedonia del Norte  |
| 2009                 | Croacia              |
| 2010                 | Bosnia y Herzegovina |
| 2011                 | Croacia              |
| 2012                 | Croacia              |
| 2013                 | Montenegro           |
| No participó en 2014 |                      |
| 2015                 | Macedonia del Norte  |

| Año  | Jurado              | Televoto            | Conjunto            |
| ---- | ------------------- | ------------------- | ------------------- |
| 2016 | Macedonia del Norte | Macedonia del Norte | Macedonia del Norte |
| 2017 | Hungría             | Hungría             | Hungría             |
| 2018 | Suecia              | Hungría             | Montenegro          |
| 2019 | Montenegro          | Hungría             | Montenegro          |
| 2021 | Islandia            | Moldavia            | Islandia            |
| 2022 | Suecia              | Montenegro          | Montenegro          |
| 2023 | Sin jurado          | Croacia             | Croacia             |
| 2024 | Sin jurado          | Croacia             | Croacia             |
| 2025 | Sin jurado          | Montenegro          | Montenegro          |

| Año                  | País                 |
| -------------------- | -------------------- |
| 2007                 | Hungría              |
| 2008                 | Bosnia y Herzegovina |
| 2009                 | Bosnia y Herzegovina |
| 2010                 | Bosnia y Herzegovina |
| 2011                 | Bosnia y Herzegovina |
| 2012                 | Macedonia del Norte  |
| 2013                 | Dinamarca            |
| No participó en 2014 |                      |
| 2015                 | Montenegro           |

| Año  | Jurado              | Televoto            | Conjunto            |
| ---- | ------------------- | ------------------- | ------------------- |
| 2016 | Ucrania             | Rusia               | Ucrania             |
| 2017 | Portugal            | Hungría             | Hungría             |
| 2018 | Suecia              | Hungría             | Italia              |
| 2019 | Macedonia del Norte | Macedonia del Norte | Macedonia del Norte |
| 2021 | Francia             | Italia              | Francia             |
| 2022 | Azerbaiyán          | Moldavia            | Estonia             |
| 2023 | Eslovenia           | Finlandia           | Eslovenia           |
| 2024 | Croacia             | Croacia             | Croacia             |
| 2025 | Francia             | Estonia             | Austria             |

## Galería de imágenes
|                                     |
| Marija Šerifović en Helsinki (2007) |

|                                                         |
| Jelena Tomašević, junto a Bora Dugic en Belgrado (2008) |

|                           |
| Marko Kon en Moscú (2009) |

|                                |
| Milan Stanković en Oslo (2010) |

|                                  |
| Željko Joksimović en Bakú (2012) |

|                        |
| Moje 3 en Malmö (2013) |

|                                 |
| Bojana Stamenov en Viena (2015) |

|                                 |
| Sanja Vučić en Estocolmo (2016) |

|                                 |
| Tijana Bogićević en Kiev (2017) |

|                                         |
| Sanja Ilić y Balkanika en Lisboa (2018) |

|                                   |
| Nevena Božović en Tel Aviv (2019) |

|                            |
| Konstrakta en Turín (2022) |

|                                |
| Luke Black en Liverpool (2023) |

|                           |
| Teya Dora en Malmö (2024) |

- Datos: Q390580